# Rachel Blau DuPlessis
Rachel Blau DuPlessis (1941 en Brooklyn, Nueva York) es una poeta y ensayista estadounidense, con un especial interés en la poesía moderna y contemporánea. También se ha desempeñado en el activismo feminista.

## Vida y trabajo
DuPlessis es docente de la Universidad de Temple y es autora del libro Writing Beyond the Ending: Narrative Strategies of Twentieth-Century Women Writers (1985), H.D.: The Career of that Struggle (1986), ambos de la editorial de la Universidad de Indiana; The Pink Guitar: Writing as Feminist Practice (Routledge, 1990) y Genders, Races, and Religious Cultures in Modern American Poetry, 1908-1934 (ISBN 0-521-48335-2, Universidad de Cambridge, 2001).
DuPlessis obtuvo su Doctorado en Filosofía en 1970 en la Universidad de Columbia, creando una disertación llamada "The Endless Poem: "Paterson" de William Carlos Williams y "The Pisan Cantos" de Ezra Pound. Entre algunos de sus honores, recibió el premio Roy Harvey Pearce / Archive for New Poetry Prize (2002) como poeta escolar. En el 2002 ganó el premio Pew Fellowship para artistas.